# Regionalrat (Namibia)
Die Regionalräte (englisch Regional Councils) sind die Kreisverwaltungen der 14 Regionen von Namibia. Jede Region besitzt einen Regionalrat bestehend aus den Regionalratsmitgliedern, welche aus den jeweiligen Wahlkreisen (englisch constituency) gewählt werden. Jeder Regionalrat hat somit so viele Mitglieder wie es Wahlkreise in der Region gibt.
Als Regionalratsmitglied (englisch Regional Councillor) bezeichnet man den Inhaber dieser Ratsmitgliedschaft. Diese entspricht etwa den Aufgaben eines Hauptverwaltungsbeamten; Vorsitzender dieses Gremiums ist der Regionalgouverneur, der seit 2010 nicht mehr gewählt, sondern vom namibischen Präsidenten ernannt wird. Regionalräte sind Politiker und führen in der Regel die Geschäfte einer laufenden Verwaltung.
Aus jedem der 14 (derzeit – Stand Oktober 2013 – aufgrund der Gebietsreform nur 13) Regionalräte werden jeweils zwei (ab 2015 jeweils drei) Regionalratsmitglieder in den Nationalrat in Windhoek bestellt.

## Regionalratswahlen
- Regionalratswahlen in Namibia 1992
- Regionalratswahlen in Namibia 1998
- Regionalratswahlen in Namibia 2004
- Regionalratswahlen in Namibia 2010
- Regionalratswahlen in Namibia 2015
- Regionalratswahlen in Namibia 2020
- Regionalratswahlen in Namibia 2025